# Аруна Санганте
Аруна Санганте (фр. Arouna Sangante, нар. 12 квітня 2002, Дакар, Сенегал) — сенегальський футболіст, центральний захисник французького клубу «Гавр».

## Ігрова кар'єра
Аруна Санганте народився у столиці Сенегалу - Дакарі але займатися футболом почав вже у Франції. Першим його клубом був клуб аматорського рівня з Сен-Дені. У 2015 році футболіст приєднався до столичного клубу «Ред Стар». А у 2017 році став гравцем молодіжного складу «Гавр».
Дебют футболіста на професійному рівні відбувся у травні 2021 року у матчі Ліги 2 проти «Труа». У грудні 2021 року Санганте підписав з клубом контракт до червня 2025 року. За результатами сезону 2022/23 «Гавр» виграв турнір Ліги 2 і новий сезон розпочав у вищому дивізіоні Франції. Першу гру на вищому рівні Санганте провів 13 серпня 2023 року проти «Монпельє».
27 липня 2023 року Санганте продовжив дію контракту з «Гавром».

## Досягнення
Гавр
- Переможець Ліги 2: 2022/23